# اولاف تریگواسون
اولاف تریگواسون (به نروژی: Olaf I Tryggvason) یا اولاف یکم یکی از پادشاهان نروژ بود.
اولاف در سال ۹۹۴ میلادی هنگامی که هنوز به سلطنت نرسیده بود، به عنوان رهبر یکی از گروه‌های وایکینگ‌ها، در انگلستان به مسیحیت گروید و غسل تعمید کرد.
گفته می‌شود اولاف یکی از افرادی بود که می‌توانست دو نیزه را با دو دست خود به شکل همزمان پرتاب کند.